# دهستان خانوک
دهستان خانوک نام دهستانی در بخش مرکزی شهرستان زرند، استان کرمان در ایران است. براساس سرشماری مرکز آمار ایران در سال ۱۳۸۵، جمعیت آن ۹۰۰ نفر (۲۱۲ خانوار) بوده‌است.